# Tramonti
Tramonti község (comune) Olaszország Campania régiójában, Salerno megyében. Az Amalfi-part többi településével együtt 1997 óta része az UNESCO világörökségének.

## Fekvése
Az Amalfi-parton fekszik. Határai: Cava de’ Tirreni, Corbara, Lettere, Maiori, Nocera Inferiore, Nocera Superiore, Pagani, Ravello és Sant’Egidio del Monte Albino.

## Története
A település ősét valószínűleg a picentinusok alapították. Az Amalfi Köztársaság létezése idején erősítették meg, a tengeri köztársaság védelmére az esetleges szárazföld felőli támadások kivédésére. A következő századokban nemesi birtok volt. A 19. században nyerte el önállóságát, amikor a Nápolyi Királyságban felszámolták a feudalizmust.

## Népessége
A népesség számának alakulása:

## Főbb látnivalói
- Castello di Santa Maria La Nova
- San Francesco-templom
- San Pietro Apostolo-templom
- Madonna dell’Ascensione-templom